# The Roy Rogers Show
The Roy Rogers Show var en amerikansk western- tv-serie med Roy Rogers i huvudrollen. 100 avsnitt sändes på NBC under sex säsonger mellan 30 december 1951 och 9 juni 1957. Avsnitten utspelade sig i den rådande tiden (1950-talet) snarare än den gamla västern.

## Handling
I serien spelade Roy Rogers ranchägare. Hans fru Dale Evans spelade innehavaren av Eureka Café and Hotel i det fiktiva Mineral City, och Pat Brady spelade Dales kock. I serien medverkar även den gulbruna quarterhästen Buttermilk, som reds av Evans, samt palominofärgade Trigger, som reds av Roy Rogers.
I likhet med många andra västernfilmer från 1930-talet till 1950-talet, innehöll The Roy Rogers Show både cowboys och cowgirls, ridhästar och revolverdueller, men till skillnad från traditionella västernfilmer, hade serien en modern miljö med bilar, telefoner och elektrisk belysning. Inget försök gjordes i manusen att förklara eller rättfärdiga denna märkliga sammanslagning av 1800-talskaraktärer med 1900-talsteknik. 
Typiska episoder följde stjärnorna när de räddade de svaga och hjälplösa ur klorna på oärliga lagmän, bedragare, bankrånare och andra "skurkar".

## Musik
Seriens signaturmusik, "Happy Trails", skrevs av Dale Evans.